# Extreme Rules (2015)
Extreme Rules (2015) — седьмое по счёту шоу Extreme Rules, PPV-шоу производства американского рестлинг-промоушна WWE. Шоу прошло 26 апреля 2015 года на арене «Олстейт-арена» в городе Розмонт (штат Иллинойс, США).

## Предыстория
25 января после Королевской битвы Русев прервал интервью Джона Сины. В результате этого между рестлерами завязалась небольшая потасовка. 26 января на официальном сайте WWE появилась информация, что Русев будет защищать титул чемпиона Соединённых Штатов WWE против Джона Сины на PPV Fastlane. На SmackDown! от 29 января Джон Сина вступил в конфронтацию с Русевым и Ланой. На RAW от 9 февраля Русев атаковал Джона Сину, вследствие чего Джон получил травму глаза. На RAW от 16 февраля Джон Сина после своего промо атаковал Русева. На PPV Fastlane Русев победил Сину и сохранил титул чемпиона Соединённых Штатов WWE. Последующие недели Сина предлагал Русеву матч-реванш, на что постоянно получал отказ. Стефани Макмэн объявила, что Сина не будет участвовать на PPV Рестлмания 31, если Русев не согласился на поединок. 9 марта на Raw Сина напал на Русева после того, как тот победил Кёртиса Акселя. Русев отказывался сдаваться после проведённого на нём STF до тех пор, пока Лана не согласилась от имени Русева на матч-реванш за титул чемпиона Соединённых Штатов WWE на PPV Рестлмания 31. На RAW от 16 марта Русев и Джон Сина подписали контракт на матч. На RAW от 23 марта Русев победил Джека Сваггера, но после матча выбежал Джон Сина и началась драка между Синой и Русевым, в ходе которой Русев вышел победителем. На Рестлмании 31 Джон Сина победил Русева и стал новым Чемпионом США WWE. На SmackDown! от 2 апреля был назначен матч реванш между Синой и Русевым на Extreme Rules. На RAW от 13 апреля было объявлено что их матч будет по правилам русской цепи. На RAW от 20 апреля Русев атаковал Сину за кулисами.

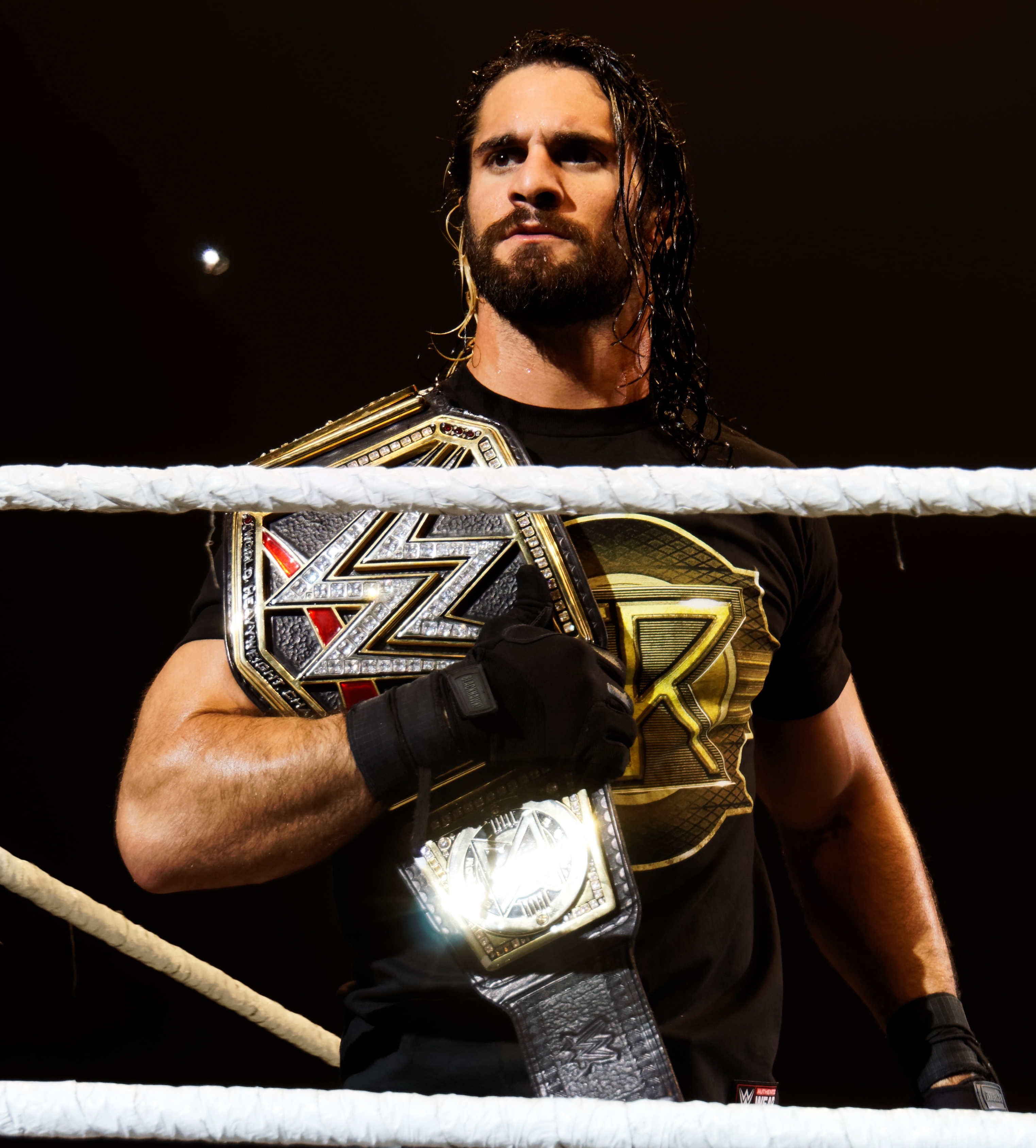
Сет Роллинс с титулом WWE Чемпиона мира в тяжёлом весе.

Вернулся Ортон на PPV Fastlane где атаковал The Authority, но до Роллинса он добраться не смог. На RAW от 23 февраля The Authority вновь объединило Сета Роллинса и Рэнди Ортона в матч против Дэниела Брайана и Романа Рейнса. Сам матч выиграли Брайан и Рейнс. После матча Ортон попытался провести на Роллинсе punt kick, но Ортон провёл RKO Джэйми Ноблу, после чего со злобой поднял Роллинса на ноги, но затем просто похлопал его по плечу и ушёл с ринга. На следующем RAW Рэнди Ортон помог Сету Роллинсу победить Романа Рейнса. На RAW от 9 марта Рэнди Ортон высказал всё в лицо The Authority что он о них думает. Этим же вечером был назначен матч Рейнс против Роллинса и Ортона. Во время матча Рэнди отказался биться с Роллинсом и показал тому средние пальцы после чего Рейнс удержал Сета. После матча Рэнди жестоко атаковал Сета Роллинса проведя ему RKO на комментаторский стол. На следующем SmackDown! Рэнди Ортон бросил вызов на матч на Рестлмании 31 против Сета Роллинса. На RAW от 16 марта Сет принял вызов Ортона на матч на PPV Рестлмания 31. На RAW от 23 марта Рэнди Ортон победил Сета Роллинса, Джоуи Меркури и Джейми Нобла в неравном матче. На Рестлмании 31 Рэнди Ортон победил Сета Роллинса. Позже тем же вечером Роллинс закешил свой чемоданчик Money in the Bank и стал новым Чемпионом мира в тяжёлом весе WWE. На RAW от 30 марта Ортон, Райбек и Рейнс победили Роллинса, Кейна и Биг Шоу. На RAW от 6 апреля Рэнди Ортон победил Райбека и Романа Рейнса и стал претендентом № 1 на титул Чемпиона мира в тяжёлом весе WWE. На RAW от 13 апреля Сет Роллинс выбрал условие для матча, RKO запрещено. Но Рэнди выбрал матч в стальной клетке.
26 февраля на официальном странице WWE в Facebook появилась информация, что интерконтинентальный чемпион WWE «Плохие Новости» Барретт будет защищать свой титул в лестничном матче против нескольких оппонентов на PPV Рестлмания 31. 12 марта на SmackDown! Брайан объявил себя участником матча. На Рестлмании 31 Дэниел Брайан победил Bad News Барретта, R-Truth, Дина Эмброуса, Люка Харпера, Дольфа Зигглера, Стардаста в матче с лестницами за титул Интерконтинентального чемпиона WWE. 6 апреля на официальном сайте WWE появилась информация, что Барретт берёт свой матч реванш на Extreme Rules 2015.
На RAW от 13 апреля Пэйдж победила в battle royal и стала претенденткой № 1 на титул Чемпионки Див WWE. После матча Наоми атаковала Пэйдж. На RAW от 20 апреля Наоми победила Бри Беллу. Позже тем же вечером было объявлено что Пэйдж не сможет выступить на Extreme Rules, и вместе неё была поставлено Наоми.
На PPV TLC: Tables, Ladders, Chairs… and Stairs Роман Рейнс помог Джону Сине в матче против Сета Роллинса, атаковав Биг Шоу. На RAW от 22 декабря Роман Рейнс победил Биг Шоу по отсчёту. На Королевской битве Роман Рейнс смог в конце выкинуть Биг Шоу и Кейна. На RAW от 6 апреля Роман Рейнс победил Биг Шоу. Позже тем же вечером Биг Шоу вмешался в матч за претенденство № 1 на титул Чемпиона мира в тяжёлом весе WWE, где помешал Роману Рейнсу стать победителем. На RAW от 13 апреля после промо Романа Рейнса, вышел Биг Шоу и атаковал его. На SmackDown! от 16 апреля Биг Шоу заявил что он будет бится против Рейнса на Extreme Rules в матче Last Man Standing.
Шеймус вернулся в WWE 30 марта на RAW, где атаковал Брайана и Дольфа Зигглера. На RAW от 13 апреля Шеймус атаковал Дольфа Зигглера после его матча против Невилла. На SmackDown! от 16 апреля Дольф Зигглер бросил вызов Шеймусу на матч, но тот сказал что их матч состоится, но на Extreme Rules по правилам «Kiss Me Arse».
20 апреля на RAW The New Day (Кофи Кингстон и Биг И) победили по отчёту Син Кару и Калисто и стали претендентами на титулы Командных чемпионов WWE.
20 апреля на RAW был объявлен матч по правилам Chicago Street Fight между Дином Эмброусом и Люком Харпером.

## Результаты
| №                                | Матч                                                                                                   | Тип матча | Время |
| -------------------------------- | --- | --- | ----- |
| Kick-off                         | Невилл победил «Плохие Новости» Барретта                                                               | Одиночный матч | 10:36 |
| 1                                | Дин Эмброус победил Люка Харпера                                                                       | Одиночный матч по правилам Chicago Street Fight                                                                                                   | 56:10 |
| 2                                | Дольф Зигглер победил Шеймуса                                                                          | Одиночный матч по правилам Kiss Me Arse | 9:16  |
| 3                                | The New Day (Биг И и Кофи Кингстон) (с Ксавье Вудсом) победили Сезаро и Тайсона Кидда (с) (с Натальей) | Командный матч за титул командных чемпионов WWE                                                                                                   | 9:47  |
| 4                                | Джон Сина (с) победил Русева (с Ланой)                                                                 | Одиночный матч по правилам Russian Chain за титул чемпиона Соединённых Штатов WWE                                                                 | 13:35 |
| 5                                | Никки Белла (с) (с Бри Беллой) победила Наоми                                                          | Одиночный матч за титул чемпионки Див | 7:18  |
| 6                                | Роман Рейнс победил Биг Шоу                                                                            | Одиночный матч по правилам Last Man Standing | 19:46 |
| 7                                | Сет Роллинс (с) (с Джоуи Меркури и Джейми Ноблом) победил Рэнди Ортона                                 | Одиночный матч в стальной клетке за титул чемпиона мира в тяжёлом весе WWE Рэнди Ортону запрещено проводить RKO Кейн следил за выходом из клетки. | 21:02 |
| (c) — чемпион на момент поединка | | |       |